# 六頭の黒馬
『六頭の黒馬』（ろくとうのくろうま、Six Black Horses）は1962年のアメリカ合衆国の西部劇映画。出演はオーディ・マーフィなど。

## ストーリー
カウボーイのベン・レーンはメキシコで馬を失っていた矢先、1頭の牝馬を手に入れる。そこへ、6人の男が現れ、ベンは馬泥棒として処刑されそうになるが、6人のうちの一人であるジェシーの心変わりにより、窮地を逃れる。ベンとジェシーは馬に乗ってペルディドまで逃げてきたところケリーという女性から付きまとわれるようになる。やがて、彼女からサンタ・リタ・デル・コーブレにいる夫に会いたいので、護衛をしてくれと頼まれる。残りの5人が追ってきたので、2人は道中にインディアンのコヨテロ族がいることを承知で引き受ける。コヨテロ族との戦いの中、ケリーがジェシーを狙っており、彼がケリーの夫を殺したことが判明する。それを知ったベンはケリーにモンタナで一緒に暮らすことを提言する。
やがてベンとジェシーの間で意見が対立し、決闘が行われる。ベンはジェシーの生前の望みである6頭立ての霊柩馬者に乗せて葬ったのち、ケリーとともにモンタナへ向かう。

## キャスト
※括弧内は日本語吹替（テレビ版）
- ベン・レーン：オーディ・マーフィ（伊武雅之）
- フランク・ジェシー：ダン・デュリエ
- ケリー：ジョーン・オブライエン

## スタッフ
- 監督：ハリー・ケラー
- 製作：ゴードン・ケイ
- 脚本：バート・ケネディ
- 撮影：モーリー・ガーツマン
- 編集：アーロン・ステル
- 音楽監督：ジョセフ・ガーシェンソン